# Georg Wilhelm Pabst
Georg Wilhelm Pabst (født 25. august 1885, død 29. maj 1967) var en østrigsk filminstruktør.
I 1953 instruerede Pabst tre operaer.

## Udvalgte film
- Bag Glædernes Maske (originaltitel: Die freudlose Gasse) (1925)
- Pandoras æske (originaltitel: Die Büchse der Pandora) (1928) med Louise Brooks
- Det hvide Helvede (originaltitel: Die weiße Hölle vom Piz Palü (1929) med Leni Riefenstahl som skuespiller
- Vestfronten 1918 (originaltitel: Westfront 1918: Vier von der Infanterie) (1930)
- Tyven (Laser og Pjalter) (originaltitel: Die 3 Groschenoper (1931) efter Bertolt Brechts skuespil)
- Don Quixote (1933)
- Paracelsus (1943)
- Der Prozeß (1948)
- Sidste akt (originaltitel: Der letzte Akt) (1955)